# Волков Сергій Васильович
Сергій Васильович Волков (рос. Сергей Васильевич Волков) (16 листопада 1935, Москва — 9 березня 2016, Київ) — український учений із світовим ім'ям у галузі фізико-неорганічної хімії та хімії іонних розплавів, засновник наукової школи високотемпературної координаційної хімії.
Доктор хімічних наук (1974), професор (1983), академік Національної академії наук України (1992), заслужений діяч науки і техніки України (1998), лауреат Державної премії України в галузі науки і техніки (1995), лауреат іменних премій ім. Л. О. Чугаєва АН СРСР (1976), ім. Л. В. Писаржевського АН УРСР (1983), ім. О. І. Бродського НАН України (2000), кавалер ордена князя Ярослава Мудрого V ступеня (2004) та IV ступеня (2016), кавалер ордена Дружби (РФ, 2005), ордена Честі (Грузія, 2005), урядових нагород СРСР, Почесної Грамоти Верховної Ради України (2005).

## З життєпису
Народився 16 листопада 1935 року у Москві. Після закінчення в 1959 році інженерного фізико-хімічного факультету Московського хіміко-технологічного інституту ім. Д. І. Менделєєва С. Волкова було запрошено до Інституту загальної та неорганічної хімії АН УРСР. З цією установою пов'язана вся його професійна і наукова діяльність, тут він зростав від інженера до директора інституту.

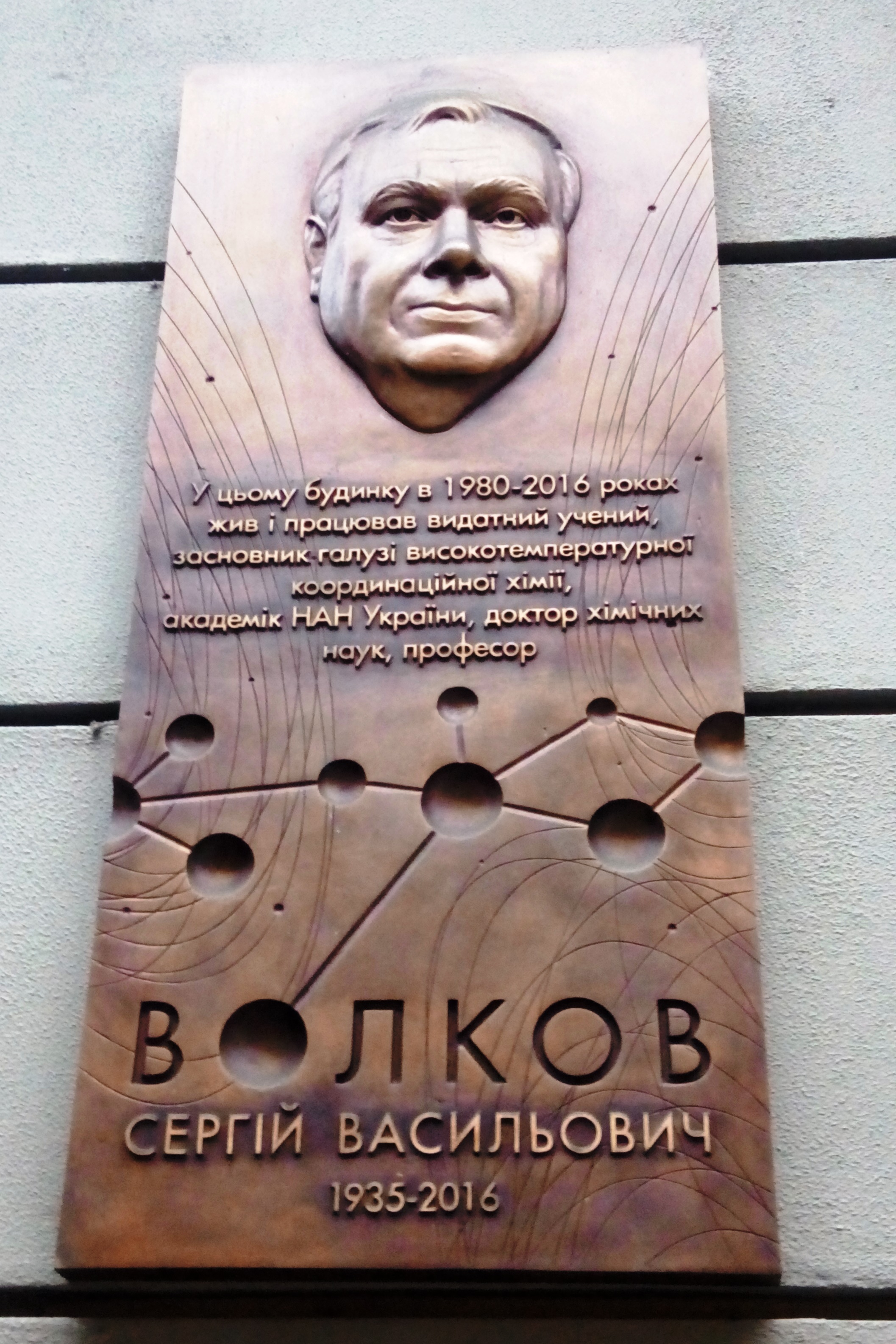
Меморіальна дошка Сергію Волкову в Києві (Пасаж)

С. В. Волков — автор унікальних методів високотемпературної спектроскопії розплавів та парів неорганічних сполук, фундатор міжнародної наукової школи високотемпературної координаційної хімії. Вчений сформулював визначальне поняття дискретної координаційної сполуки у розплавленому середовищі, визначив основні ознаки, що зумовлюють її індивідуальність. Він виявив нові види сполук в іонних розплавах: гетероядерні, рідкокристалічні, оксигеновані комплекси металів, що суттєво розширило можливості керування реакційною здатністю розплавів. За безпосередньої участі Сергія Васильовича відкрито металокомплексний каталіз у розплавах за високих температур, отримано нові леткі термостабільні сполуки багатьох металів, що дало змогу розвинути газофазні методи формування захисних і функціональних покриттів на конструкційних матеріалах.
Під керівництвом С. В. Волкова вперше в Україні розпочато систематичні дослідження лазерохімічних реакцій і застосовано метод динамічної голографії для вивчення розплавів. Саме йому вдалося розвинути квантову хімію координаційних сполук у конденсованому стані, розробити теорію квантових переходів, переносу електрона та вібронних ефектів у комплексах різного складу і симетрії. Багато фундаментальних наукових результатів Сергія Васильовича знайшли застосування у розв'язанні практичних проблем кольорової металургії, електронної промисловості, приладобудування, у створенні систем запису інформації тощо.
В останні роки життя коло наукових інтересів С. В. Волкова — це розвиток нових підходів у галузях фізико-неорганічної хімії, гетерогенногетерофазної координаційної хімії, зеленої хімії та хімії метастабільного стану речовин.
Сергій Васильович є автором понад 1 300 наукових праць, зокрема 30 монографій із яких 7 вийшли друком в зарубіжних видавництвах та більше 100-а авторських свідоцтв на винаходи і патентів, що становить вагомий внесок до наукового надбання Результати досліджень ученого ввійшли до світової енциклопедичної та довідкової літератури, широко цитуються у вітчизняній та зарубіжній науковій періодиці. С. В. Волков представляв нашу країну на більш ніж 100 міжнародних та всесоюзних форумах хіміків. Вихованці наукової школи, заснованої вченим, серед яких член-кореспонденти НАН України, 46 докторів та кандидатів наук, плідно працюють у наукових, навчальних і промислових центрах України та 23 країн світу.
С. В. Волков входив до складу Української секції IUPAC, Міжнародного електрохімічного товариства, Міжнародного комітету з розплавів Королівського хімічного товариства Великої Британії, Консультативної ради СНД з проблем надчистих хімічних речовин, є членом редакції журналу «Plasmas & Ions», був співкерівником інституту (ASI) і робочих зустрічей (ARW) NATO. Професор Волков читав лекції у master-школах і вищих навчальних закладах за кордоном, керув виконанням науково-дослідних проектів за міжнародними програмами.
Активну творчу діяльність учений поєднував із науково-організаційною. Він був директором Інституту загальної та неорганічної хімії ім. В. І. Вернадського НАН України, головним редактором «Українського хімічного журналу», головою Наукової ради НАН України з проблем неорганічної хімії, членом Експертної ради з хімії Комітету з Державних премій України у галузі науки і техніки, членом наукових рад цільових комплексних програм наукових досліджень НАН України.
С. В. Волков — Заслужений діяч науки і техніки України, лауреат Державної премії України в галузі науки і техніки, лауреат іменних премій ім. Л. О. Чугаєва АН СРСР, ім. Л. В. Писаржевського та ім. О. І. Бродського НАН України, кавалер ордена князя Ярослава Мудрого IV ступеня.